# رسائل زمن العاصفة
رسائل زمن العاصفة رواية للروائي المغربي عبد النور مزين. صدرت الرواية لأوّل مرة عام 2015 عن منشورات سليكي أخوين في طنجة وبدعم من وزارة الثقافة المغربية. ودخلت في القائمة الطويلة للجائزة العالمية للرواية العربية لعام 2016، المعروفة باسم «جائزة بوكر العربية».

## تحليل دلالة العنوان
عنوان رواية "رسائل زمن العاصفة" يعكس بُعدًا رمزيًا عميقًا يتداخل فيه التاريخ الشخصي مع اللحظة الجماعية المضطربة. كلمة "رسائل" توحي بالتواصل، الإبلاغ، وربما الشهادة، ما يعني أن الرواية قد تعتمد على سرد يروي وقائع أو مشاعر عبر رسائل شخصية أو رمزية تحمل دلالات مهمة. أما "زمن العاصفة" فهو تعبير مجازي يشير إلى فترة من الاضطراب، الصراع أو التحولات الكبرى، ربما سياسية أو اجتماعية أو نفسية، تجتاح حياة الشخصيات وتؤثر في مصائرهم. بهذا يجمع العنوان بين الخاص والعام، الفردي والجماعي، مما يهيئ القارئ لتلقي سرد غني يربط بين أحداث عاصفة تتجاوز الأفراد وتلامس الزمن كله، ويُبرز أهمية الرسائل كأدوات نقل وتأمل داخل هذه المرحلة الحاسمة.
العنوان بذلك يفتح المجال لتأويلات متعددة، تتناول مفهوم الزمن المليء بالتقلبات، وأهمية التواصل أو التعبير في مواجهة الأزمات. كما يوحي بأن الرواية ستغوص في أعماق التأريخ الإنساني أو الوطني خلال لحظات حاسمة، حيث العاصفة ليست فقط ظاهرة طبيعية بل استعارة للاضطرابات التي تعصف بالمجتمع أو الذات.

## حول الرواية
يتناول الكاتب المغربي «عبد النور مزين» في هذه الرواية تجربة مناضل في صفوف الحركة الجماهيرية المغربية خلال المرحلة السياسية المعروفة في المغرب بمرحلة سنوات الرصاص، حيث يتم رصد تفاصيل حياته الاجتماعية والعاطفية عبر تشعباتها المختلفة سواء قبل تجربة الاعتقال داخل الوطن أو بعد إطلاق سراحه أو خلال تجربة الأندلس التي ذاق فيها أيضا السجن والتمزق النفسي. وبالتوازي مع تجربته السياسية تروي الرواية قصة عشقه لامرأة تدعى غادة عرفها خلال الجامعة وضاعت منه منذ اعتقاله.

## بنية الرسائل وتعدد الأصوات في السرد
تتبنى رواية رسائل زمن العاصفة تقنية سردية تقوم على "تبادل الرسائل"، وهي صيغة تقليدية في الأدب لكنها تعود بقوة في الروايات المعاصرة لأداء وظائف جديدة. في هذا العمل، لا تقتصر الرسائل على كونها وسيلة للتواصل، بل تتحول إلى حوامل سردية تنقل هواجس الشخصيات، وتؤرخ للتحولات التي يعيشونها، وتفتح منافذ للتعبير عن الذات المكبوتة تحت وطأة واقع متأزم. تعدد المرسلين والمخاطَبين في النص يمنح السرد بعدًا تعدديًا غنيًا، ويُخرج القارئ من الأحادية إلى فضاء الحوار المفتوح. إن هذا التنويع في الأصوات يكرّس ما أشار إليه "تزفيتان تودوروف" بخصوص أهمية التعدد الصوتي كأداة لكسر هيمنة الراوي الواحد وتوسيع مجال التلقي، إذ يصبح كل خطاب بمثابة نافذة مستقلة على الذات والعالم.

## العاصفة كرمز للتحولات السياسية والاجتماعية
العاصفة التي يتحدث عنها العنوان ليست مجرد خلفية طبيعية أو ظرف طارئ، بل تمثل رمزًا مركزيًا للحظة تاريخية دقيقة يمر بها المجتمع المغربي والعربي عمومًا. فهي عاصفة سياسية وفكرية واجتماعية تضرب القيم والمفاهيم، وتفرض على الشخصيات إعادة النظر في مصائرها. في هذا السياق، تتقاطع دلالة "العاصفة" مع المفهوم الذي طوّره "بول ريكور" حول العلاقة بين الزمن والحكي، حيث تتحول الأزمنة الصعبة إلى لحظات مفصلية لإعادة تشكيل الوعي الفردي والجماعي. فكل رسالة في الرواية تأتي كمحاولة لفهم هذه العاصفة أو النجاة منها أو تسجيل أثرها، مما يحوّل الفعل السردي إلى عملية مقاومة رمزية في وجه التلاشي والانهيار.

## الرسالة بين التوثيق والبوح والمقاومة
يحضر عنصر "الرسالة" في الرواية بوصفه أكثر من تقنية سردية، فهو أداة للتوثيق والبوح والمقاومة في آنٍ معًا. تُكتب الرسائل داخل النص للتعبير عن الألم، لتوثيق الأحداث العاصفة، ولتأكيد الذات أمام العدم. إن الرسالة هنا تشبه "الأرشيف الشخصي" كما يسميه رولان بارت، حيث تتحول اللغة من مجرد وسيلة إلى مساحة شفاء ومواجهة. الشخصيات، من خلال رسائلها، تسترجع الماضي وتنتقد الحاضر وتتخيل المستقبل، وكل ذلك يُنجز في لغة قريبة من القارئ، مشحونة بالحميمية والصدق. هذه الوظيفة المزدوجة - التوثيق والبوح - تجعل الرسالة في الرواية تحيا في منطقة بين الواقع والخيال، بين الذات والعالم.

## سؤال الهوية والانتماء في سياق عاصف
من خلال رسائل الأبطال، تُطرح أسئلة عميقة حول الهوية والانتماء، وهي من أهم القضايا التي تواجه الإنسان في لحظات التحول والتشظي. الرواية تسائل الانتماء إلى الوطن، إلى الجماعة، إلى الذات. الشخصيات تتأرجح بين الرغبة في التشبث بالجذور وبين الحاجة إلى الفرار والتمرد. هذه الأزمة الوجودية تُعيدنا إلى طرح "إدوارد سعيد" حول الهوية بوصفها سيرورة لا تتوقف، تتشكل باستمرار بفعل الاحتكاك بالآخر، وبفعل الصراع مع الذات أيضًا. فزمن العاصفة هو زمن انفجار الأسئلة، والأسئلة الوجودية في الرواية تخرج من الخاص إلى العام، من الفردي إلى الجمعي، لتعكس وضعًا مغربيًا وعربيًا هشًا، تبحث فيه الذات عن توازن داخل عالم يتداعى.